# 明治文化研究会
明治文化研究会（めいじぶんかけんきゅうかい）は、1924年（大正13年）吉野作造を中心に結成された歴史研究団体。

## 概要
1923年9月の関東大震災後の東京では、震災により古きよき時代の面影が失われたというノスタルジーから明治時代の回顧ブームが盛り上がっていた。一方、震災は明治期の文献を大量に焼失・散逸させることにもなったため、かねてから明治憲政史の研究を志していた吉野作造はこれを憂え、石井研堂・尾佐竹猛・小野秀雄・宮武外骨・藤井甚太郎ら民間の研究者とともに8名の同人からなる「明治文化研究会」を1924年11月に結成した。
会は「明治初期以来の社会万般の事相を研究し之れを我が国民史の資料として発表すること」を標榜し、吉野が会長に就任した。1925年10月以降開催されるようになった例会では、同人・研究者の研究報告、あるいは同時代人の回顧談が発表されたが、参会者のほとんどは民間の研究者や好事家であり専門の歴史研究者はあまり参加しなかったという（大久保利謙の回想）。また同年2月には機関誌『新旧時代』（のち『明治文化研究』と改題）が創刊され、1927年（昭和2年）には、会の編纂により明治期の重要文献を網羅した『明治文化全集（第1次）』の刊行が始まった（1932年に全32巻完結）。
会は在来のアカデミズムの研究者の参加がほとんどなかった分、在野性・庶民性に満ちていた点に特徴があった。すなわち大震災で壊滅した時代を懐古する一方で、大正デモクラシーの影響を受けて明治憲法体制をその原点にまで遡って検証しようという志向性があり（吉野が明治文化の研究を志した契機として、1918年国家学会創立30年事業である『明治憲政経済史論』の編纂に参加した際、明治憲法草案作成に関与した伊東巳代治から当時についての聞き取りを拒否されたという事件があった）、これが木村毅が謂うところの「明治文化研究会の反逆性」につながっている。また、従来史料としては重視されていなかった雑誌・新聞など民間メディアを蒐集・利用することにより、政府の公式文書に基づく「正史」には登場しない、民衆の生活・風俗の変遷発展をたどる「民間史学」を構築しようとする志向があった。
1933年初代会長の吉野が死去すると、後任は尾佐竹猛が就任したが、この後吉野を慕って集まっていた宮武・石井ら「町学者」の同人は次第に会と距離を置くようになり、彼らに代わり尾佐竹に勧誘された左翼系の研究者たちが会の中心になるなど、メンバーにも若干の入れ替わりがあった。とくに尾佐竹の下で事務局長的な役割を果たしたマルクス主義憲法学者の鈴木安蔵は戦時期にかけて自由民権運動史・憲政史における史料発掘や実証研究をすすめ、戦後憲法研究会による「憲法草案要綱」の作成に際して明治期の私擬憲法を参考資料としている。また当時ほとんどの大学の史学科が明治以降の近代史を研究する講座を設置していなかった中で、林茂・大久保利謙など多くの日本近代史研究者を育成する役割を果たした。
会は戦中期には一時的な活動停止を余儀なくされたが、第二次世界大戦後、1946年の尾佐竹の没後は木村毅が第3代会長に就任して西田長壽(たけとし)と共に会の再興にあたり、「明治文化全集」増補にあたり、第2版（全16巻、1955〜57年）、第3版（全32巻、1967〜74年）の刊行を行った。
戦後活躍した、代表的な左派系の明治維新史研究者遠山茂樹の回想によれば、戦前期に日本資本主義論争の影響を強く受けていた遠山ら比較的若い世代は明治文化研究会を史料蒐集家もしくは好事家の集団と見て敬遠しており、その後遠山は尾佐竹らの論考の中に、唯物史観史学との共通性を見いだしその先駆性を評価するようになったものの、その時点で研究会は活動を停止しており、戦後世代の近現代史研究者に研究会の成果を十分に継承することが出来なかったのは残念である、としている。

## 機関誌
1925年2月、『新旧時代』の誌名で創刊された会の機関誌は、1927年3月に『新旧時代明治文化研究』と改題され同年10月まで刊行された。翌1928年1月には新たに『明治文化研究』として発刊、1929年7月には『明治文化』と改題され1944年1月まで刊行された。これらの機関誌には史料紹介・研究余滴・コラムなど会員による比較的短い文章が掲載されたが、これとは別に1934年2月から1935年11月まで刊行された『季刊明治文化研究』（全6輯）ではやや長目の研究ノート的な論考が掲載された。
戦後の機関誌としては、第2版『明治文化全集』刊行時に添付された『明治文化全集月報』（1955年1月〜1959年2月）、第3版刊行時の『新明治文化全集月報』（1967年7月〜1968年6月）、および単行本の『明治文化研究』（全6集、1968年5月〜1972年6月）があり、戦後版『明治文化研究』では大家となった旧来の同人によるまとまった長い論文が収録され、特に第6集は『柳田泉自伝』として刊行された。

## 同人・会員
- 吉野作造 - 初代会長で創立時の編輯同人。元東京帝国大学法学部教授で専攻は政治史。
- 石井研堂 - 創立時の編輯同人。ジャーナリストで博文館の少年雑誌編集者として知られる。『明治事物起原』を著す。
- 尾佐竹猛 - 創立時の編輯同人でのち第2代会長。大審院判事。のち議会史の編纂に関与。
- 小野秀雄 - 創立時の編輯同人。ジャーナリスト出身で「新聞学」の制度化に尽力した研究者。
- 宮武外骨 - 創立時の編輯同人。ジャーナリストで『滑稽新聞』などの発禁処分を受ける。東京帝大・明治新聞雑誌文庫を主宰（現：東京大学法学部研究室図書室「近代日本法政史料センター」明治新聞雑誌文庫）。
- 藤井甚太郎 - 創立時の編輯同人。文部省維新史料編纂会事務局。『日本憲法制定史』などを著す。
- 石川巌 - 創立時の編輯同人。
- 井上和雄 - 創立時の編輯同人。
- 鈴木安蔵 - 尾佐竹に誘われ参加し会の事務を担当。京都学連事件で検挙後、著書『憲法の歴史的研究』が発禁。明治憲法制定史の研究を進め、後年は議会史の編纂に関与。
- 田中惣五郎 - 吉野に誘われ参加。中学教員で社会運動家。『東洋社会党考』などを著す。
- 柳田泉 - 早稲田大学教授で明治文学の研究者。戦後『明治文学全集』の編集に参加。
- 木村毅 - 戦後、第3代会長。ジャーナリスト・編集者・作家。明治文学の研究者であるとともに労働農民党など社会運動に参加。
- 松下芳男 - 尾佐竹に誘われ参加。陸軍中尉だったが友愛会幹部に送った私信がもとで停職。軍事評論家・軍事史家となり水野廣徳に私淑。
- 深谷博治 - 尾佐竹に誘われ参加。宮内省臨時帝室編修局を経て『公刊明治天皇紀』編纂に参加。のち議会史の編纂に関与。
- 大久保利謙 - 尾佐竹に誘われ参加。『東京帝国大学五十年史』など編纂。のち議会史の編纂に関与。
- 渡辺幾治郎 - 尾佐竹に誘われ参加。『明治天皇紀』を編纂。のち議会史の編纂に関与。
- 京口元吉